# Округ Солано
Округ Солано (енгл. Solano County) округ је у савезној држави Калифорнија, САД. Један је од девет округа Заливске области Сан Франциска. Формиран је 1850. и један је од првобитних округа Калифорније. Округ је добио име по поглавици Солану из племена Сјусан, који је био савезник генерала Маријана Гвадалупеа Валеха.
Седиште округа је Ферфилд, док је највећи град Валејо. Површина округа је 2.348,3 km², од чега је 2.147,6 km² (91,45%) копно, а 200,7 km² (8,55%) вода. Округ Солано је најисточнији од четири округа Северног залива, те га медији често погрешно сврставају у округе Источног залива.
Према попису из 2010, округ је имао 413.344 становника.

## Највећи градови
| Град       | Бр. становника (2010) |  |
| ---------- | --------------------- |  |
| Валејо     | 115.942               |  |
| Ферфилд    | 105.321               |  |
| Вакавил    | 92.428                |  |
| Сусун Сити | 28.111                |  |
| Бениша     | 26.997                |  |